# Parides cutorina
Parides cutorina är en fjärilsart som först beskrevs av Otto Staudinger 1898.  Parides cutorina ingår i släktet Parides och familjen riddarfjärilar. Inga underarter finns listade i Catalogue of Life.

## Bildgalleri

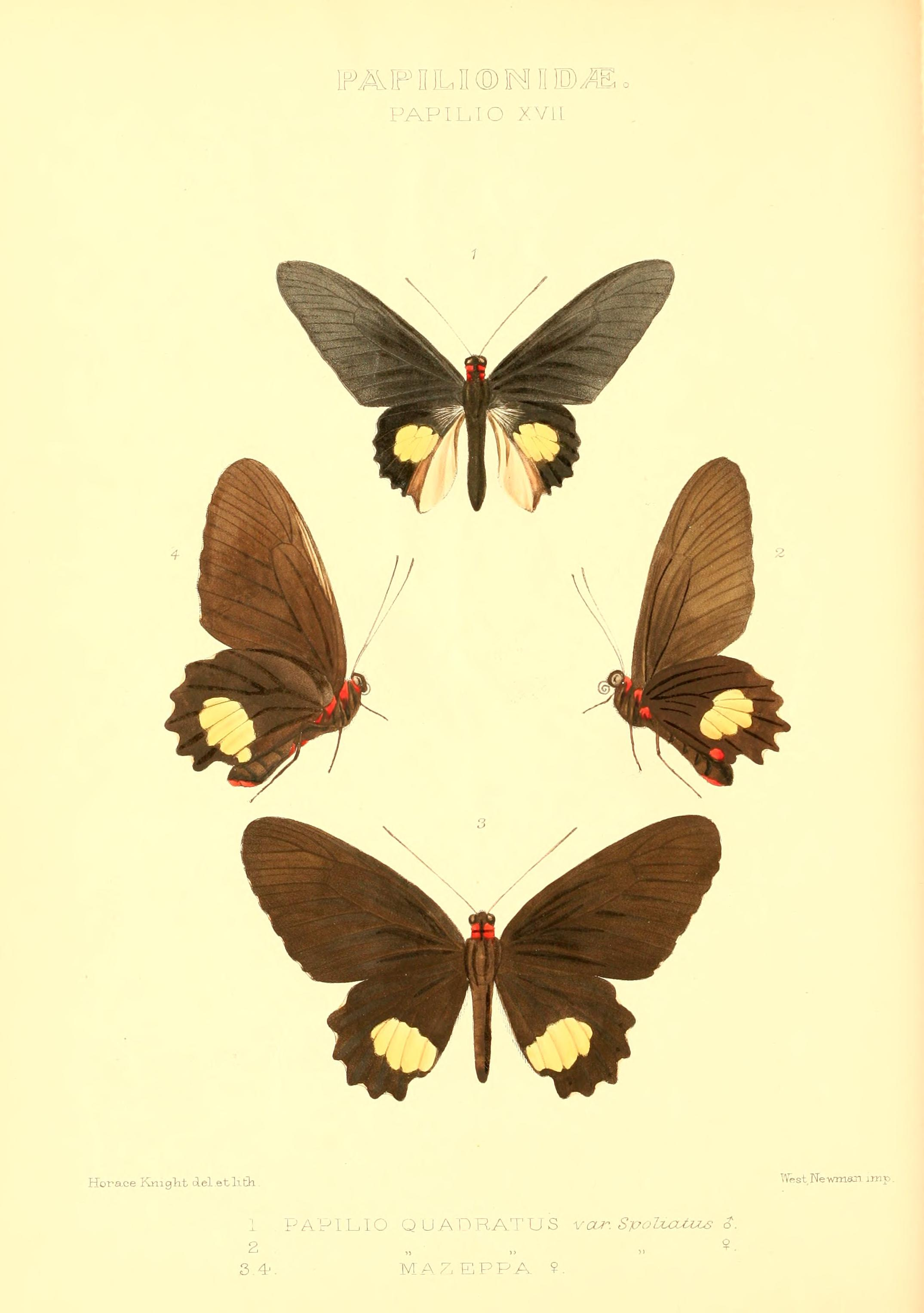
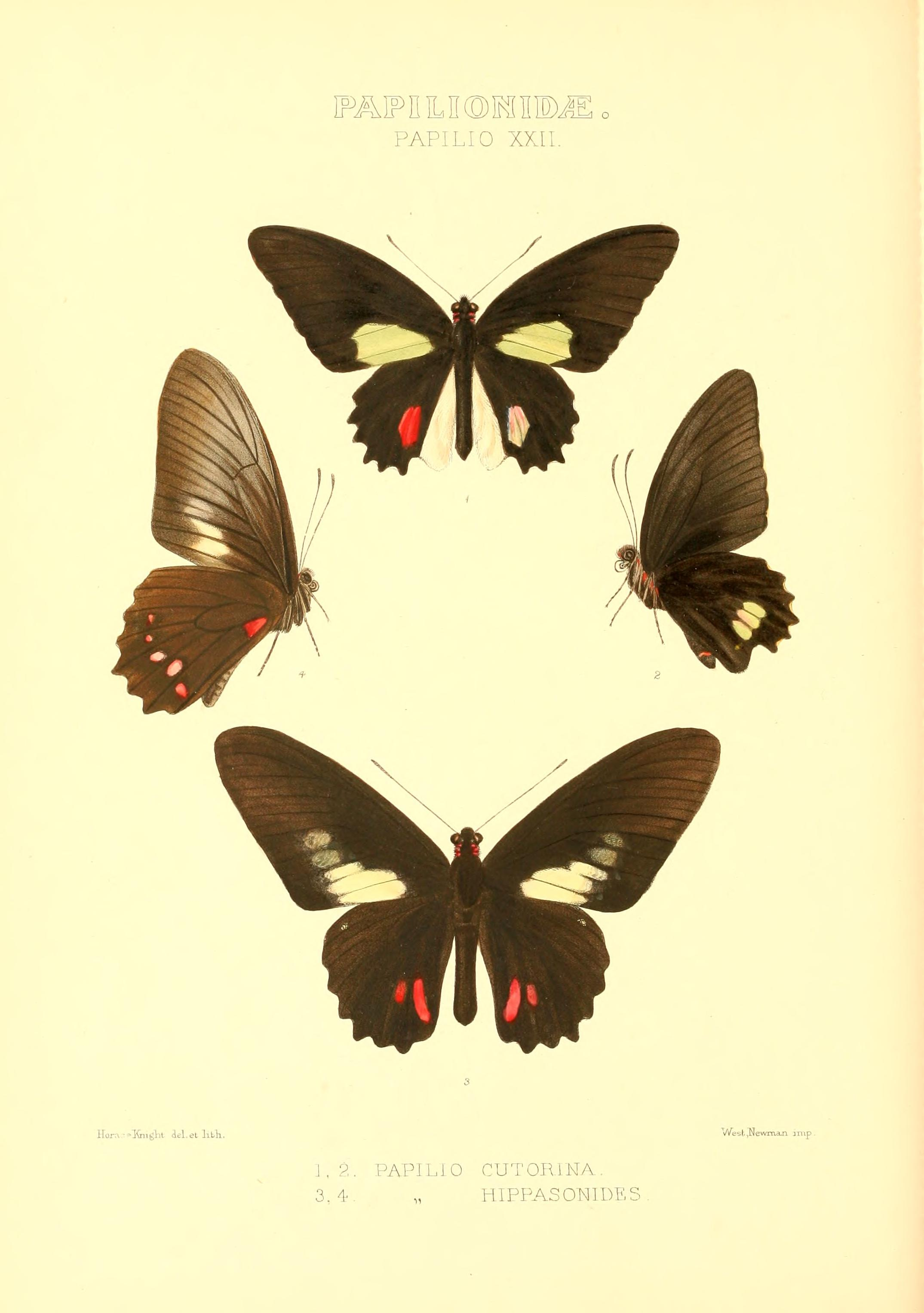